# Ахметов, Рустам Фагимович
Ахметов, Рустам Фагимович (род. 17 мая 1950, Житомир, Украинская ССР) — советский и украинский спортсмен-легкоатлет по прыжкам в высоту, известный учёный в области биомеханики, автор знаменитой методики увеличения роста.
Мастер спорта СССР международного класса по прыжкам в высоту, многократный чемпион Украины и СССР, бронзовый призёр чемпионата Европы по лёгкой атлетике 1971 года, участник ХХ Олимпийских игр, заведующий кафедрой теории и методики физического воспитания Житомирского государственного университета им. Ивана Франко, доктор наук по физическому воспитанию и спорту, профессор, заслуженный работник физической культуры и спорта Украины.

## Биография
Рустам Ахметов учился в средней школе № 3 города Бердичев. С 1962 года тренировался в спортивной школе Заслуженного тренера Украины и СССР по прыжкам в высоту Виктора Алексеевича Лонского.
После окончания школы в 1967 году поступил в Киевский государственный институт физической культуры. В 1980 году защитил диссертацию на тему «Использование технических средств для совершенствования биомеханической структуры спортивных упражнений» под руководством Игоря Павловича Ратова при Всесоюзном научно-исследовательском институте физической культуры и спорта в Москве, в результате чего Ахметову была присвоена ученая степень кандидата педагогических наук.
С 1979 года работает в Житомирском государственном университете им. И. Франко, в котором прошёл путь от старшего преподавателя до заведующего кафедрой теории и методики физического воспитания.
В 2006 году успешно защитил докторскую диссертацию в Национальном университете физического воспитания и спорта Украины на тему «Теоретико-методологические основы управления системой многолетней подготовки спортсменов скоростно-силовых видов спорта». В 2007 году присвоено звание профессора.

### Спортивная карьера
В 1967 году выполнил норматив мастера спорта (203 см). В 1968 году в составе юношеской сборной команды СССР одержал победу на соревнованиях в Париже.
С 1969 по 1973 гг. — становился шестикратным чемпионом Украины.
В 1971 году на V Спартакиаде народов СССР в Москве занял 1-е место. Установил два рекорда Украины по прыжкам в высоту (219 см и 223 см).
В 1971-1976 гг. — становился призёром соревнований в Германии, Голландии, Румынии, Франции, Финляндии, США, Канады и других стран.
В 1972 году Рустам Ахметов принял участие в ХХ Олимпийских играх в Мюнхене.

## Методика увеличения роста
Большую часть своей сознательной деятельности Рустам Ахметов посвятил поиску эффективной методики увеличения роста. Имея наследственную предрасположенность к низкому росту, в 15 лет его рост был в 164 см. С остановкой роста перестали расти и спортивные результаты.
В течение 3-х лет Рустам предпринимал всевозможные меры для увеличения длины своего тела, и смог вырасти на 23 см: в 16 лет его рост составил 172 см, в 17 лет — 180 см и к 18 годам — 187 см. Данная методика легла с основу двух работ Рустама: «Пожелайте подрасти» (1992) и «Рост: генетика или стремление?» (2007, 2013).
Коротко о сути данной методики:
1. Своей методикой увеличения роста Рустам Ахметов не «ломает» генетику. Наследственность — это незыблемо, это то, что дается природой. Однако генетика — это не конкретная цифра, до которой человек должен вырасти, скажем на 170 или 180 см. Это некий диапазон, коридор. Например, человек может вырасти от 170 см до 190 см. И вот как человек пройдёт этот коридор: остановится в начале, или в середине, или пройдёт коридор по максимуму, — на это уже можно повлиять.
2. В мире существует ошибочное мнение, что определённые короткие комплексы физических упражнений помогают человеку с генетически малым ростом значительно увеличить длину тела. На самом деле, 1,5-2 часа занятий в день особых результатов не принесут, так как работать над увеличением роста надо 24 часа в сутки. А как именно: в зависимости от условий времени, в течение суток надо находить время и для растягивания, и для висов, и для плавания, и для прыжков т.д. Кроме того, ночью надо спать растянутым с помощью резинового бинта, ведь человек в основном растёт ночью.
3. Система увеличения роста — это не мучительные растяжки и тяжелые упражнения, от которых отпадает любое желание заниматься. Прежде всего, это «игра в растущего человека». А любимая игра никогда не надоедает, она приносит радость и счастье.
4. Методика Ахметова состоит из трёх важных и взаимодополняющих частей: (1) психологический настрой; (2) специальные физические упражнения; (3) специальное питание. Приоритетное место здесь занимает именно психологический настрой на увеличение роста. К примеру, если вы четко представляете себе, что у вас во рту раздавили лимон — ваши железы автоматически начинают выделять слюну. По этому же принципу, если человек будет иметь твердое намерение вырасти, то у него бурно начнет выделяться соматотропин — гормон роста[11].

## Научная деятельность
Рустам Ахметов имеет многолетний опыт педагогической и научной деятельности в области физической культуры и спорта. Он является автором более 150 опубликованных научных работ по вопросам совершенствования физкультуры и спорта, увеличения роста и пропаганды здорового образа жизни.
Основные монографии и учебные пособия:
1992 г. — «Пожелайте подрасти»
1996 г. — «Управление тренировочным процессом прыгунов в высоту»
2002 г. — Антропометрические характеристики физического развития человека и спорт
2003 г. — «Современная система подготовки прыгунов в высоту высокого класса»
2004 г. — «Биомеханика физических упражнений»
2005 г. — «Теоретико-методические основы управления многолетней подготовкой спортсменов скоростно-силовых видов спорта»
2007 г. — «Рост: генетика или стремление?» (2-е изд. в 2013 г.)
2010 г. — Учебник «Легкая атлетика»
2011 г. — «Современные тенденции использования информационных технологий в технической подготовке спортсменов»
2016 г. — «Основы биомеханики физических упражнений»
Главными направлениями научных исследований являются увеличение роста человека и управление многолетней подготовкой высококвалифицированных спортсменов скоростно-силовых видов спорта.

## Награды
- Грамота Президиума Верховного Совета УССР (1971)
- Звание «Заслуженный работник физической культуры и спорта Украины» (1999)
- Медаль Министерства образования и науки Украины «За научные достижения» (2005)
- Орден «За заслуги» III степени (2009)
- Грамота Верховной рады Украины (2015)[13]